# Communauté de communes du Pays de Phalsbourg
La communauté de communes du pays de Phalsbourg (CCPP) est une communauté de communes du département de la Moselle en région Grand Est.
Elle fait partie du pôle d'équilibre territorial et rural du pays de Sarrebourg. Le PETR du Pays de Sarrebourg auquel adhère la CCPP assure notamment les compétences de l'élaboration et la gestion du SCOT, du Pôle Déchets, de la réserve mondiale de Biosphère Moselle Sud

### Établissements publics de coopération intercommunale limitrophes

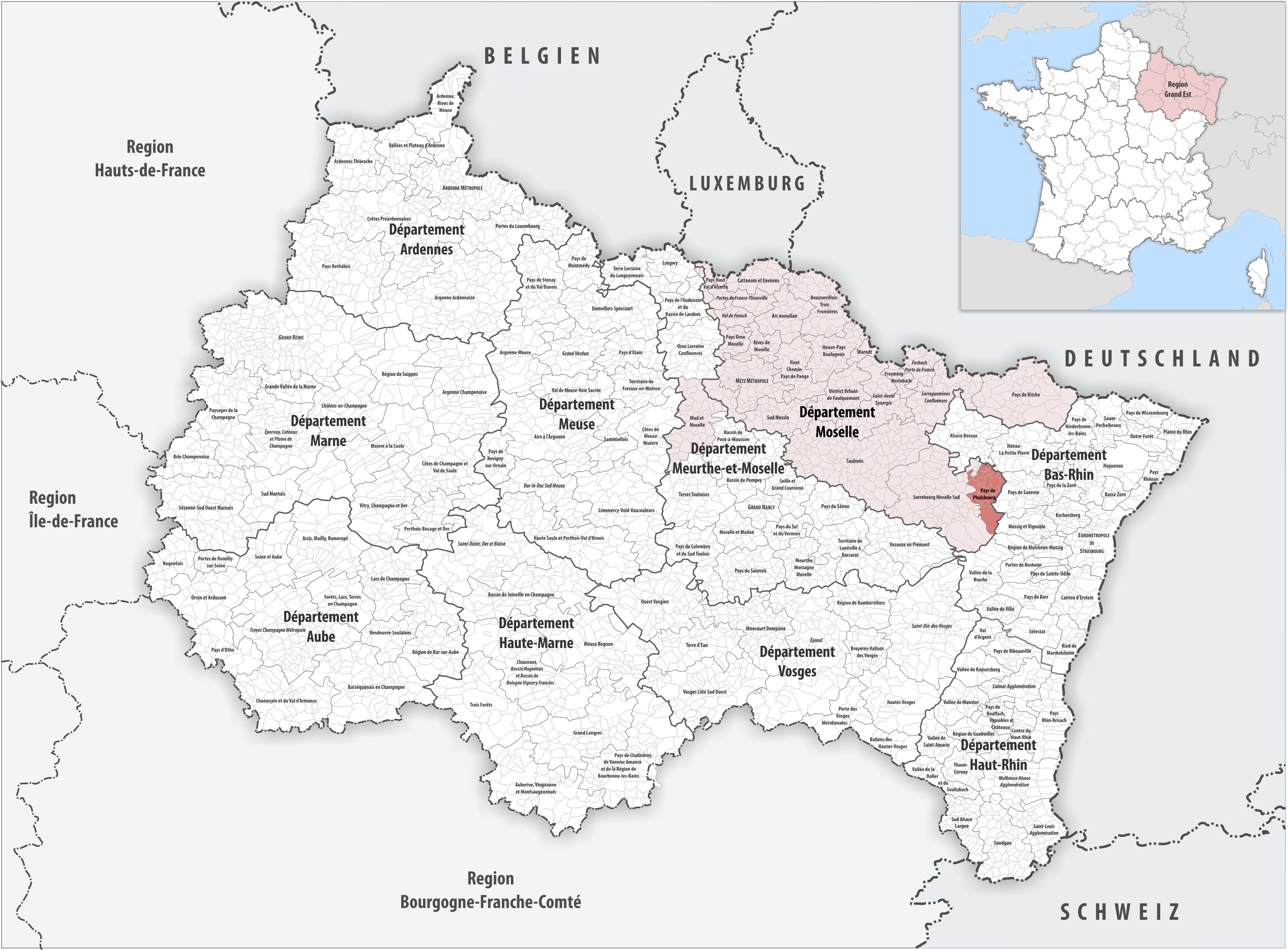
La communauté de communes du Pays de Phalsbourg au sein du Grand Est.

## Histoire
Le 1er janvier 1995, la communauté de communes du pays de Phalsbourg est créée par arrêté préfectoral du 13 décembre 1994 et regroupe les 26 communes du canton de Phalsbourg.
En 2004, la commune de Phalsbourg quitte la structure intercommunale.
Le 1er janvier 2014, Phalsbourg réintègre la communauté de communes.
Le site du Massif vosgien, inscrit au titre de la loi du 2 mai 1930, regroupe 14 schémas de cohérence territoriale (SCOT) qui ont tout ou partie de leur territoire sur le périmètre du massif des Vosges.

## Composition
La communauté de communes est composée des 26 communes suivantes :

| Nom                    | Code Insee | Gentilé          | Superficie (km2) | Population (dernière pop. légale) | Densité (hab./km2) |
| ---------------------- | ---------- | ---------------- | ---------------- | --------------------------------- | ------------------ |
| Mittelbronn (siège)    | 57468      | Mittelbronnois   | 7,71             | 642 (2022)                        | 83                 |
| Arzviller              | 57033      | Arzvillerois     | 5,21             | 523 (2022)                        | 100                |
| Berling                | 57064      | Berlingeois      | 3,15             | 295 (2022)                        | 94                 |
| Bourscheid             | 57100      | Bourschedois     | 3,99             | 175 (2022)                        | 44                 |
| Brouviller             | 57114      | Brouvillerois    | 11,24            | 420 (2022)                        | 37                 |
| Dabo                   | 57163      | Daboisiens       | 48,12            | 2 367 (2022)                      | 49                 |
| Danne-et-Quatre-Vents  | 57168      |                  | 7,2              | 671 (2022)                        | 93                 |
| Dannelbourg            | 57169      | Dannelbourgeois  | 2,95             | 506 (2022)                        | 172                |
| Garrebourg             | 57244      | Garrebourgeois   | 8,34             | 486 (2022)                        | 58                 |
| Guntzviller            | 57280      | Guntzvillerois   | 5,39             | 356 (2022)                        | 66                 |
| Hangviller             | 57291      | Hangvillerois    | 4,52             | 261 (2022)                        | 58                 |
| Haselbourg             | 57300      | Haselbourgeois   | 6,11             | 297 (2022)                        | 49                 |
| Henridorff             | 57315      | Henridorfféens   | 7,31             | 705 (2022)                        | 96                 |
| Hérange                | 57317      | Hérangeois       | 2,73             | 104 (2022)                        | 38                 |
| Hultehouse             | 57339      |                  | 4,58             | 362 (2022)                        | 79                 |
| Lixheim                | 57407      | Lixins           | 3,96             | 564 (2022)                        | 142                |
| Lutzelbourg            | 57427      | Lutzelbourgeois  | 5,84             | 558 (2022)                        | 96                 |
| Metting                | 57462      | Mettingeois      | 5,21             | 425 (2022)                        | 82                 |
| Phalsbourg             | 57540      | Phalsbourgeois   | 13,15            | 4 657 (2022)                      | 354                |
| Saint-Jean-Kourtzerode | 57614      | Santi-Johaniens  | 1,58             | 674 (2022)                        | 427                |
| Saint-Louis            | 57618      | Ludoviciens      | 9,28             | 622 (2022)                        | 67                 |
| Vescheim               | 57709      | Vescheimmiens    | 1,81             | 306 (2022)                        | 169                |
| Vilsberg               | 57721      | Vilsbergeois     | 5                | 347 (2022)                        | 69                 |
| Waltembourg            | 57743      | Waltembourgeois  | 1,4              | 232 (2022)                        | 166                |
| Wintersbourg           | 57747      | Wintersbourgeois | 3,95             | 260 (2022)                        | 66                 |
| Zilling                | 57761      | Zillingeois      | 3,58             | 281 (2022)                        | 78                 |

## Administration
Le conseil communautaire est composé de 45 délégués, dont 6 vice-présidents.
| Période                                  | Période    | Identité             | Étiquette      | Qualité                                                                                              |
| ---------------------------------------- | ---------- | -------------------- | -------------- | --- |
| Les données manquantes sont à compléter. |            |                      |                | |
|                                          | avril 2014 | Jean Grosse          | RPR puis UDF   | Maire de Saint-Jean-Kourtzerode (depuis 1983) Conseiller général du canton de Phalsbourg (1982-2001) |
| avril 2014                               | 2020       | Dany Kocher          | UDF puis MoDem | Maire de Phalsbourg (depuis 1983)                                                                    |
| 2020                                     |            | Christian Untereiner |                | Maire de Lixheim                                                                                     |

## Transports
La communauté de communes est devenue autorité organisatrice de la mobilité (AOM).
Elle est traversée par la RN 4 et la ligne ferroviaire Paris–Strasbourg, également par l'autoroute A4 et la ligne à grande vitesse est-européenne (LGV Est).

### Impact énergétique et climatique

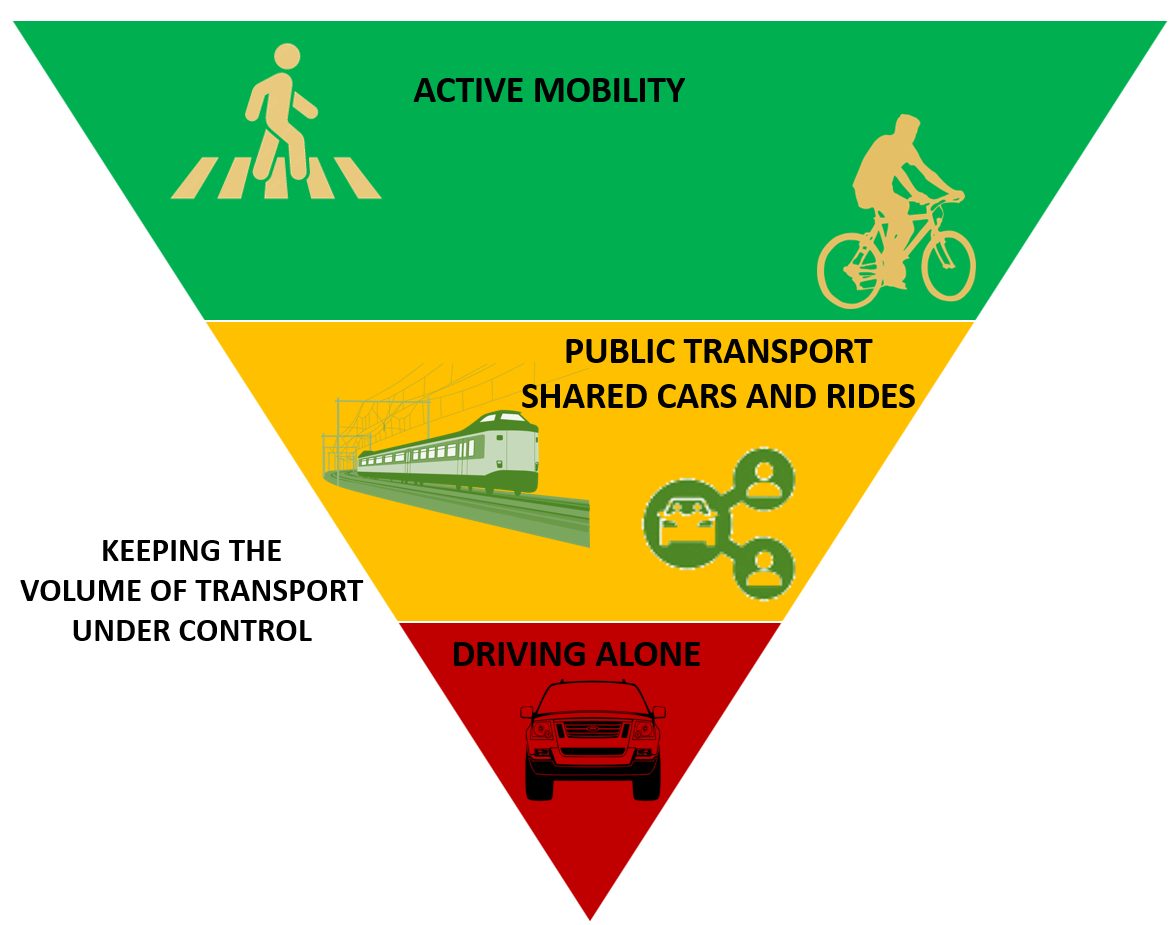
Pyramide de la mobilité, proposée par le projet européen Share North.

Énergie et effet de serre étant intimement liés, ATMO Grand Est tient à jour les statistiques énergétiques et climatiques de la communauté de communes du Pays de Phalsbourg pour l'année 2020 et pour tous les secteurs, y compris les transports.
| -                              | Transports routiers | Autres transports |
| ------------------------------ | ------------------- | ----------------- |
| Carburant (GWh)                | 196                 | 1                 |
| Électricité (GWh)              | 0                   | 4                 |
| Gaz à effet de serre (ktéqCO2) | 50                  | 0                 |

## Énergie et climat
Dans le cadre du schéma régional d'aménagement, de développement durable et d'égalité des territoires (SRADDET) du Grand Est, ATMO Grand Est tient à jour les statistiques énergétiques  des établissements publics de coopération intercommunale de la région sous forme de diagramme de flux.
L'énergie finale annuelle, consommée en 2020, est exprimée en gigawatts-heures,.
| -                          | GWh |
| -------------------------- | --- |
| Électricité                | 80  |
| Carburants ou combustibles | 355 |
| Chaleur primaire           | 19  |

L'énergie produite en 2020 est également exprimée en gigawatts-heures.
| -                          | GWh |
| -------------------------- | --- |
| Électricité                | 3   |
| Carburants ou combustibles | 62  |
| Chaleur primaire           | 21  |

Les gaz à effet de serre sont exprimés en kilotonnes équivalent CO2.
| -                     | ktéqCO2 |
| --------------------- | ------- |
| Liées à l'énergie     | 75      |
| Non liées à l'énergie | 29      |